# Horizon (låt)
Horizon är en låt framförd av Jessica Andersson i Melodifestivalen 2021, skriven av Christian Holmström, David Kreuger, Fredrik Kempe och Marcus Lidén.
Låten som deltog i den första deltävlingen, hamnade på femte plats och gick därmed inte vidare.